# Closer (Josh Groban)
Closer è il secondo album discografico in studio del cantante statunitense Josh Groban, pubblicato nel 2003.

## Il disco
Il disco è stato pubblicato nel novembre 2003 dalle etichette Reprise Records, Warner Bros. Records e 143 Records. Nel disco le canzoni sono cantate in diverse lingue: lingua inglese, lingua spagnola, lingua italiana e lingua francese. La produzione è stata curata da David Foster. Riguardo alle vendite, il disco ha raggiunto la posizione #1 della classifica Billboard 200 ed è stato certificato sei volte disco di platino (oltre 6 milioni di copie vendute negli USA) dalla RIAA.

## Tracce
1. Oceano – 4:03 (Leo Z, Andrea Sandri, Mauro Malavasi)
2. My Confession – 4:56 (Richard Page)
3. Mi Mancherai (Il Postino) (feat. Joshua Bell) – 6:04 (Luis Bacalov, Marco Marinangeli)
4. Si Volvieras a Mi – 4:19 (Klaus Derendorf, Mark Portmann, Claudia Brant)
5. When You Say You Love Me – 4:32 (Mark Hammond, Robin Scoffield)
6. Per Te – 4:16 (Marinangeli, Walter Afanasieff, Josh Groban)
7. All'improvviso Amore – 3:38 (Foster, Paul Schwartz, Frank Musker, Kaballa)
8. Broken Vow – 4:34 (Afanasieff, Lara Fabian)
9. Caruso – 5:07 (Lucio Dalla)
10. Remember When It Rained – 4:41 (Groban, Eric Mouquet)
11. Hymne à l'amour – 4:04 (Édith Piaf, Marguerite Monnot, Geoffrey Parsons)
12. You Raise Me Up – 4:52 (Rolf Løvland, Brendan Graham)
13. Never Let Go (feat. Deep Forest) – 3:52 (Deep Forest, Groban, Mouquet)